# Рісаваріру (річка в Болівії)
Рісаваріру (айм. Risawariru) — єдина річка, що витікає з озера Тітікака. Протікає територією Перу і Болівії. Витікає з південної частини озера, компенсуючи лише третину притоку води до озеро Тітікака, і тече до озера Поопо. У верхній течії прісна і протягом сезону дощів судноплавна, але, проходячи через сухі засолені землі, міліє і стає солоною.
Загальна протяжність річки становить 436 км, з яких 14 км є природним кордоном між Перу і Болівією. У витоку з озера Тітікака річка формує озеро Лагуна-Аґуаямая (Laguna Aguallamaya) площею 96 км².
Долина річки Десауґадеро дуже нестабільна, річка кілька разів змінювала русло протагом останніх століть. Наприклад, до 1959 року річка Десауґадеро впадала безпосередньо в озеро Поопо, проте її дельта стала сильно забиватися наносами, через що річка змінила русло й утворила біля міста Уруру нове озеро Уру-Уру. Надалі Уру-Уру з'єдналося протокою з Поопо. Після виникнення нового озера кліматичні умови в місті Оруро пом'якшилися, а блукання річки привело до чергового усихання озера Поопо.